# Crithagra concolor
Il frosone di São Tomé (Crithagra concolor (Bocage, 1888)) è un uccello passeriforme della famiglia dei Fringillidi.

## Etimologia
Il nome scientifico della specie, concolor, deriva dal latino e significa "dello stesso colore", in riferimento alla sua livrea uniforme.

## Descrizione

### Dimensioni
Misura 19–20 cm di lunghezza per un peso di 36-45 g, dimensioni che lo rendono il "gigante" in seno al proprio genere di appartenenza.

### Aspetto
Il frosone di São Tomé, come intuibile dal nome comune, presenta aspetto massiccio e robusto, con grosso becco massiccio che lo rende piuttosto somigliante a un frosone.
Il piumaggio è uniformemente bruno su tutto il corpo, con tendenza a schiarirsi leggermente nella zona ventrale: il becco è di color carnicino con base più scura, gli occhi sono di colore bruno e le zampe sono di color carnicino-nerastro.

## Biologia
Si tratta di uccelli molto timidi e schivi, dalle abitudini solitarie o che vivono al più in coppie, muovendosi durante il giorno fra la vegetazione e i rami ed emettendo di tanto in tanto un richiamo consistente in un fischio bitonale ripetuto.

### Alimentazione
Come intuibile dalle dimensioni e dalla forza del becco, il frosone di São Tomé è un uccello essenzialmente granivoro, in grado di avere ragione anche degli involucri più duri: la sua dieta è ancora in larga parte sconosciuta, tuttavia lo si è spesso osservato cercare nutrimento attorno a piante di Uapaca guineensis, e verosimilmente esso si ciba anche di fichi ed altri frutti.

### Riproduzione
La riproduzione di questi uccelli non è ancora stata osservata, tuttavia si ritiene che essa non differisca in maniera significativa, per modalità e tempistica, da quanto osservabile fra le specie congeneri e i fringillidi in generale.

## Distribuzione e habitat
Come intuibile dal nome comune, il frosone di São Tomé è endemico di São Tomé, nel Golfo di Guinea, dove occupa la canopia delle aree boschive e di foresta della porzione centrale e sud-occidentale dell'isola.

## Tassonomia
Inizialmente classificato nel genere Amblyospiza, in seguito in virtù delle sue particolarità morfologiche ne è stata decretata l'ascrizione fra i fringillidi piuttosto che fra i ploceidi, in un proprio genere monotipico, Neospiza, col nome di N. concolor: sebbene a più riprese sia stata ipotizzata una sua stretta parentela col canarino di Príncipe ed una comune discendenza dal canarino beccogrosso (arrivato nell'arcipelago in due ondate, una prima più antica che avrebbe dato una maggiore differenziazione e quindi il frosone di São Tomé, una seconda più recente risultante nel canarino di Príncipe, con le due popolazioni che sono vissute in simpatria), solo coi recentissimi studi del DNA mitocondriale tali ipotesi si sono rivelate fondate, con l'ultimo antenato comune fra le due specie insulari (in particolare fra il frosone di São Tomé e la sottospecie saotomeana del canarino di Príncipe) che sarebbe vissuto fra il mezzo milione ed il milione e mezzo di anni fa. Per questo motivo, il frosone di São Tomé è stato spostato nel genere Crithagra.
La specie è monotipica.

## Conservazione
Fin dalla sua scoperta nel 1888, il frosone di São Tomé è stato considerato un uccello molto raro: conosciuta per soli tre esemplari impagliati in museo e ritenuta estinta in virtù della quasi completa distruzione dell'habitat di elezione (durante il XX secolo virtualmente tutte le aree accessibili di São Tomé sono state convertite in campi coltivati), la specie è stata "riscoperta" nel 1991. Attualmente si stima che ne vivano circa una cinquantina di esemplari selvatici, e viene pertanto considerata "in pericolo critico" dall'IUCN.